# Torre Arnús
La Torre Arnús és un antic habitatge situat al parc de Can Solei i Ca l'Arnús de Badalona.
La casa va ser projectada el 1859 per l'arquitecte Josep Oriol Mestres i Esplugas per ordre del banquer barceloní Evarist Arnús, que havia comprat en una subhasta part de l'antiga finca de Can Solei el mateix any. Es tracta d'un edifici robust, de planta rectangular (gairebé quadrangular) amb dos pisos i golfes, estructurats al voltant d'un espai central, que s'obre en el segon pis per una claraboia, que sembla inspirar-se en les cases de camp de Juan de Villanueva de final de segle XVIII. A l'exterior destaquen dues galeries porticades a les façanes laterals i una tribuna a la façana principal, que alhora serveix de balcó pel primer pis, no plantejada originalment als plànols de 1859. La portalada del balcó està coronada per un frontó esventrat on hi ha l'escut familiar dels Arnús.
En origen la casa també havia de ser casa per als masovers de la finca, les estances de la planta baixa havien d'orientar-se a les activitats agrícoles i ramaderes, mentre que el primer pis estava destintat a allotjar els propietaris, usos que es van anar traslladant a dependències externes i s'acomodés la casa totalment com a residència d'estiueig i com a seu de recepcions de personalitats que acollia la família Arnús. Destaca la presència a la torre, el 1888, de la reina regent Maria Cristina d'Àustria, que va visitar Barcelona amb motiu de l'Exposició Universal. Un any més tard també va rebre la visita de la infanta Eulàlia.
Es desconeix quin va ser el programa decoratiu interior, i a causa de la degradació de la torre els vestigis també han anat desapareixent.
Des de l'any 2002 la casa, així com la seva antiga finca, és propietat de l'Ajuntament de Badalona i des de 2007 forma part del parc de Can Solei i Ca l'Arnús. Des de llavors la casa ha estat en desús, i ha patit episodis de vandalisme, raó per la qual es troba tapiada. La degradació ha portat al mal estat de l'edifici, amb diverses esquerdes visibles a la façana, la presència de grafits o l'escrostonament de les parets. A més, el que hi havia a l'interior ha anat desapareixent víctima del vandalisme.